# Stahlnetz: Das zwölfte Messer
 Das zwölfte Messer ist der 5. Kriminalfilm der Fernsehreihe Stahlnetz. Die deutsche Erstausstrahlung erfolgte am 28. November 1958 im Ersten Programm der ARD.

## Handlung
Im Ruhrgebiet wird eine Frau nachts in ihrem Bett von einem Einbrecher mit mehreren Messerstichen getötet. Der Mörder ist offenbar mit einem gestohlenen Fahrrad geflüchtet. In der Nähe des Tatortes wird ein Messer gefunden, die Kriminaltechnik findet daran Blutreste, kann aber nicht mit Sicherheit feststellen, ob es sich um menschliches oder tierisches Blut handelt. Da die Polizei jedoch keine anderen Anhaltspunkte hat, wird das Messer als Tatwaffe angenommen und entsprechende Aufrufe gehen an die Öffentlichkeit. Der Verdacht fällt zunächst auf den Bergmann Paschinski. An seinem Anzug werden Blutspuren gefunden, doch hat er nachweislich mit seinem eigenen Messer ein Kaninchen geschlachtet. Weitere Hinweise führen die Ermittler auf den Hof von Frau Haslach. Diese erkennt in der Tatwaffe ein Messer, das zu einem 12-teiligen Set gehört, welches sie vor vielen Jahren einer Arbeiterin geschenkt hatte. Da diese Frau mittlerweile wieder auf dem Hof arbeitet, fanden auch die Messer den Weg dorthin zurück, allerdings fehlt seit einiger Zeit eines. 
Die Ermittlungen konzentrieren sich nun auf drei Angestellte von Frau Haslach, von denen einer, Harms, schließlich der Tat überführt werden kann. Nach seinem Alibi befragt, gibt er zwar an, im Kino gewesen zu sein, doch auf die Frage nach seinem Heimweg nennt er genau die Straßen, durch die der Täter gegangen sein muss und die auch auf den Fahndungsplakaten aufgeführt sind. Zum Verhängnis wurde Harms, dass er Analphabet ist und daher nicht wissen konnte, was auf den Plakaten steht. Harms gesteht die Tat und in seiner Unterkunft kann die Polizei Diebesgut aus diversen Einbrüchen sicherstellen. 

## Sonstiges
Wie bei den ersten Folgen üblich, fehlt auch hier der Titel. In dieser Episode wird keine Stadt als Schauplatz genannt, es ist lediglich vom Ruhrgebiet die Rede. Als Off-Sprecher fungiert Alexander Kerst in seiner Rolle als Kommissar Kardoff. 
Die Episode ist in einer 2013 erschienenen DVD-Box mit sämtlichen Stahlnetz-Folgen enthalten.